# Tunnel Vision
«Tunnel Vision» (en español: «Visión de túnel») es una canción del músico estadounidense Justin Timberlake, publicada el 14 de junio de 2013 como tercer sencillo de su tercer álbum de estudio, titulado The 20/20 Experience, del año 2013. Fue escrita y producida por Timberlake, Timbaland y  Jerome «J-Roc» Harmon, con participación adicional de James Fauntleroy. Siendo una canción de R&B con influencias electrónicas, «Tunnel Vision» posee compases asistidos por los característicos ad líbitum de Timbaland, así como scratches de voces, tambores pesados, melodías de bajo, orquestaciones de amplio rango y sintetizadores. Su letra habla sobre la «visión de túnel» que tiene Timberlake para el amor y, además, contiene varias referencias al voyeurismo.
El sencillo recibió opiniones generalmente positivas de los críticos musicales contemporáneos, quienes, en su mayoría, alabaron la producción de Timbaland. Debido al gran número de descargas que experimentó The 20/20 Experience, «Tunnel Vision» figuró en las listas de éxitos de Corea del Sur y Estados Unidos. En el primer país debutó en el puesto veintisiete al vender 6.670 copias digitales, mientras que en el segundo alcanzó lo posición cuarenta del ranking Hot R&B/Hip-Hop Songs.

## Video musical
El video promocional de «Tunnel Vision» fue dirigido Jonathan Craven, Simon McLoughlin y Jeff Nicholas y fue estrenado el 3 de julio de 2013 a través del canal VEVO de Justin Timberlake en YouTube. En el video musical se ve a Timberlake y a Timbaland observando a tres mujeres en toples. En algunas secuencias, el rostro de Timberlake es proyectado sobre los cuerpos semidesnudos de las mujeres. Debido a la naturaleza de las imágenes, el video fue retirado de YouTube por algunas horas. Cuando volvió a publicarse, solo pudo ser visto por usuarios mayores de dieciocho años registrados en ese sitio.
Algunos críticos destacaron las similitudes entre el video de «Tunnel Vision» y el de la canción «Blurred Lines», de Robin Thicke, el cual también fue censurado por YouTube por mostrar a tres mujeres semidesnudas en marzo de 2013.

## Lista de posiciones
| Lista (2013)                                  | Número posición |
| --------------------------------------------- | --------------- |
| Australia (ARIA)                              | 63              |
| Australia (Urban Singles Chart)               | 12              |
| Bélgica (Flandes) (Ultratip Bubbling Under)   | 49              |
| Belgium (Ultratop Flanders Urban)             | 42              |
| Irlanda (IRMA)                                | 75              |
| South Korea (Gaon International Chart)        | 27              |
| Ukraine (FDR Charts)                          | 9               |
| UK Singles Chart (Official Charts Company)    | 61              |
| Reino Unido (UK R&B Chart)                    | 8               |
| US Bubbling Under Hot 100 Singles (Billboard) | 11              |
| US Pop Digital Songs (Billboard)              | 46              |
| Estados Unidos (Billboard Hot 100)            | 32              |
| Estados Unidos (Hot R&B/Hip-Hop Songs)        | 40              |